# بلدئوتاس
بلدئوتاس (به قزاقی: Beldeutas) یک منطقهٔ مسکونی در قزاقستان است که در شهرستان کارکارالی واقع شده‌است. بلدئوتاس ۱۹۸ نفر جمعیت دارد.